# Góry Dewa

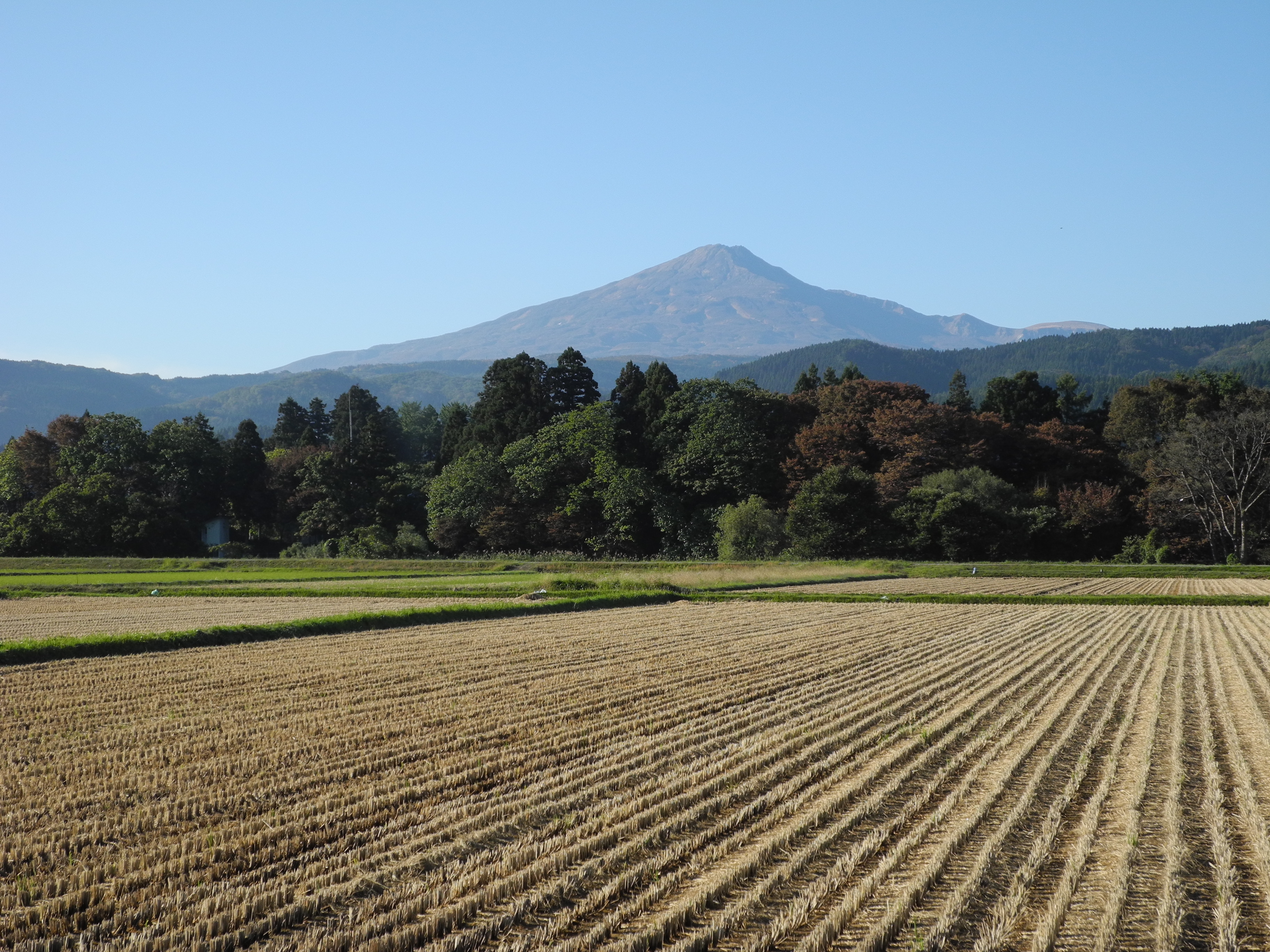
Góra Chōkai (2236 m)

Góry Dewa (jap. 出羽山地 Dewa-sanchi; obszar górski Dewa) lub Dewa-kyūryō (jap. 出羽丘陵; obszar wzgórz Dewa) – zbiorcze określenie obszarów górskich i pagórkowatych, rozdzielonych i rozmieszczonych nieregularnie, biegnących południkowo na zachód od gór Ōu w regionie Tōhoku.

## Opis obszaru Dewa
Ten obszar rozproszonych gór i wzgórz leży na terenie prefektur: Aomori, Akita, Yamagata. Składa się z pięciu masywów o nierównej wysokości, rozdzielonych rzekami: Omono (133 km), Yoneshiro (136 km), Mogami (229 km), uchodzącymi do Morza Japońskiego.
Łączna długość obszaru wynosi około 250 km. Najwyższym szczytem jest, leżący na granicy prefektur Akita i Yamagata, czynny wulkan Chōkai o wysokości 2236 metrów. Na całym obszarze Dewa przeważają wysokości od 200 do 800 metrów.

## Trzy święte góry Dewa
Na południowym krańcu tego obszaru, na terenie prefektury Yamagata, znajdują się trzy święte góry: Gas-san (1984 m), Yudono-san (1500 m), Haguro-san (414 m). Mają one wspólną nazwę Dewa-sanzan („Trzy Góry Dewa”). Na szczycie każdej z nich znajduje się chram shintō. Są one ośrodkami kultu o nazwie shugendō, religii ludowej opartej na kultach górskich, łączącej tradycje buddyjskie, shintō i taoizmu. Jej praktycy, yamabushi, dokonują niezwykłych wyczynów wytrwałości jako środka wykraczającego poza świat fizyczny. 
Dowody skrajnej wytrzymałości fizycznej i najgłębszego poświęcenia znajdują się w pobliskich świątyniach: Chūren-ji i Dainichi-bō. Dwóm mnichom udało się zachować własne ciała (sokushinbutsu) jako mumie poprzez ekstremalną dietę i medytację. Praktyka ta jest obecnie zakazana, ale mumie są uważane za żyjących buddów.

## Galeria

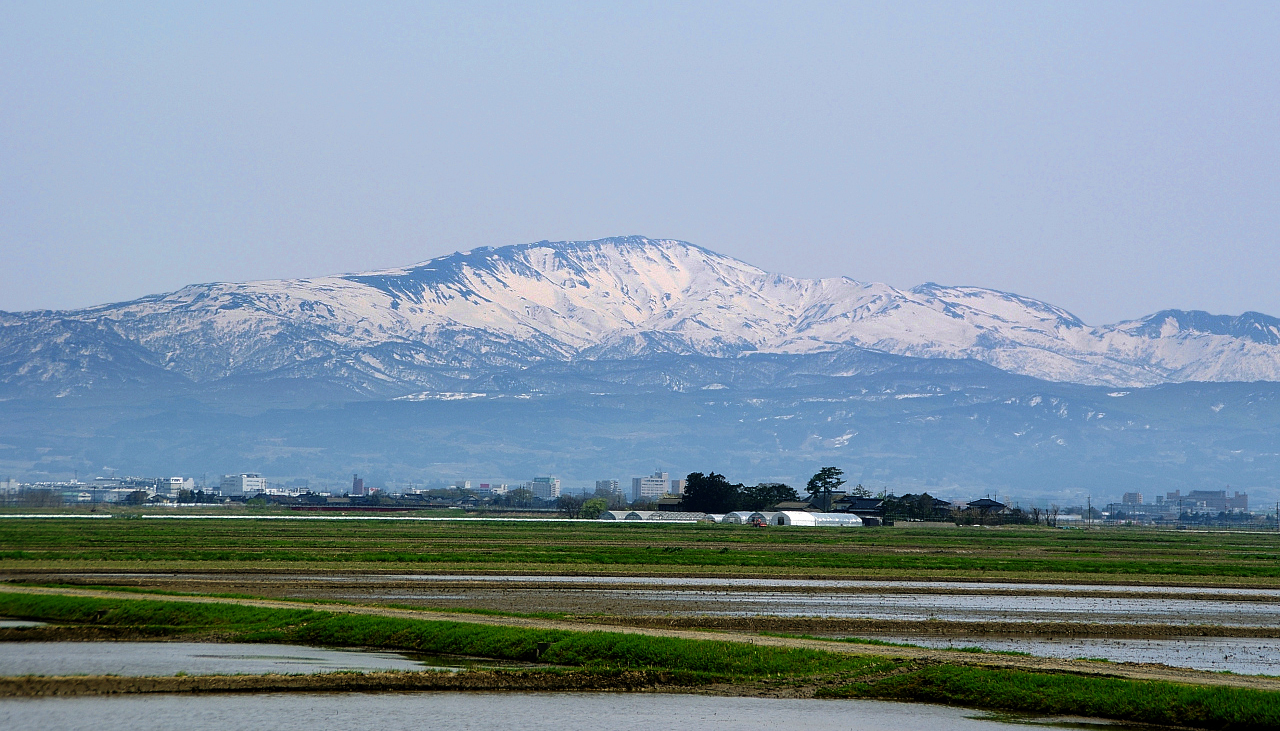
Góra Gas-san i miasto Tsuruoka
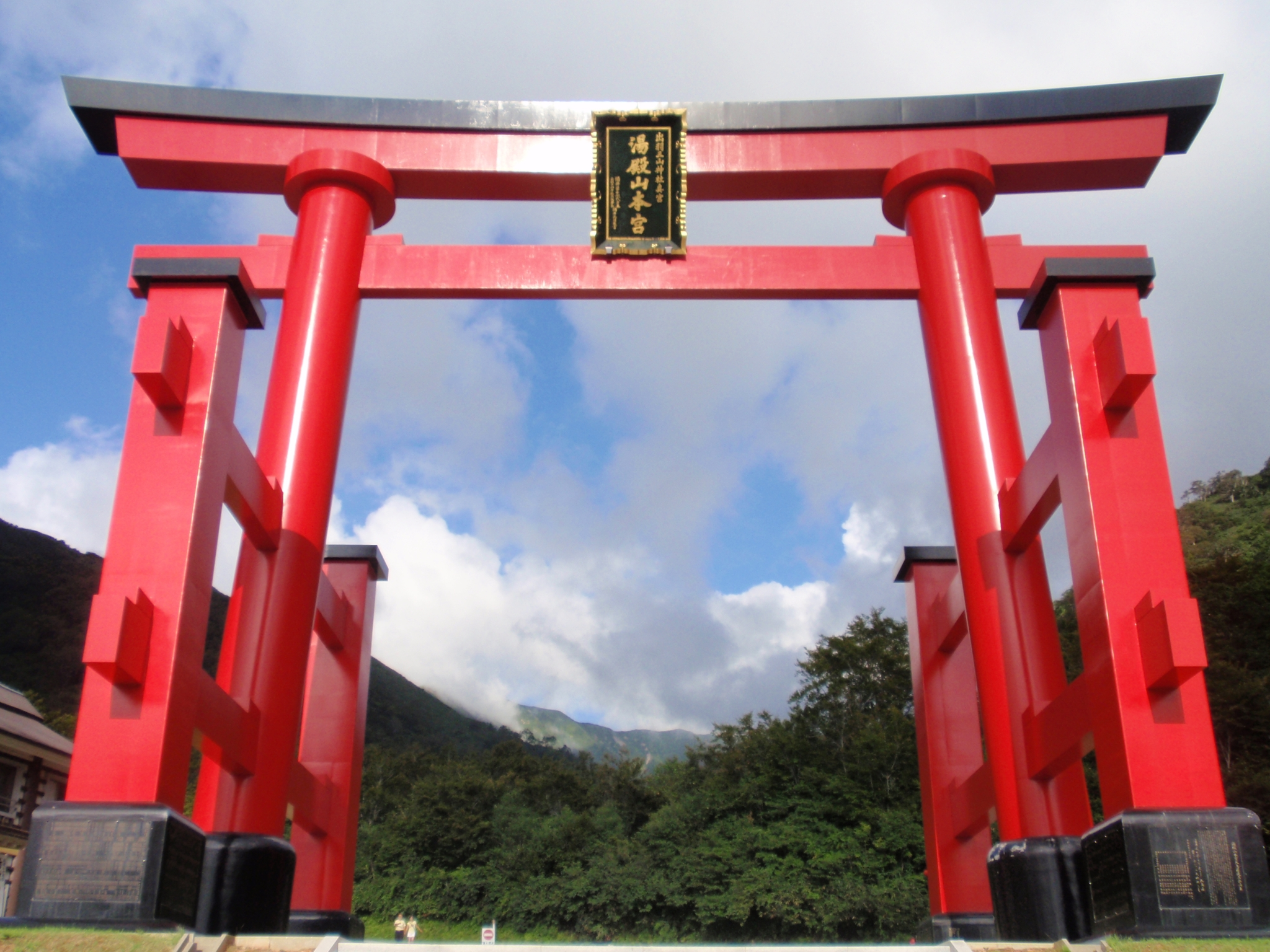
Brama (torii) prowadząca do chramu Yudono
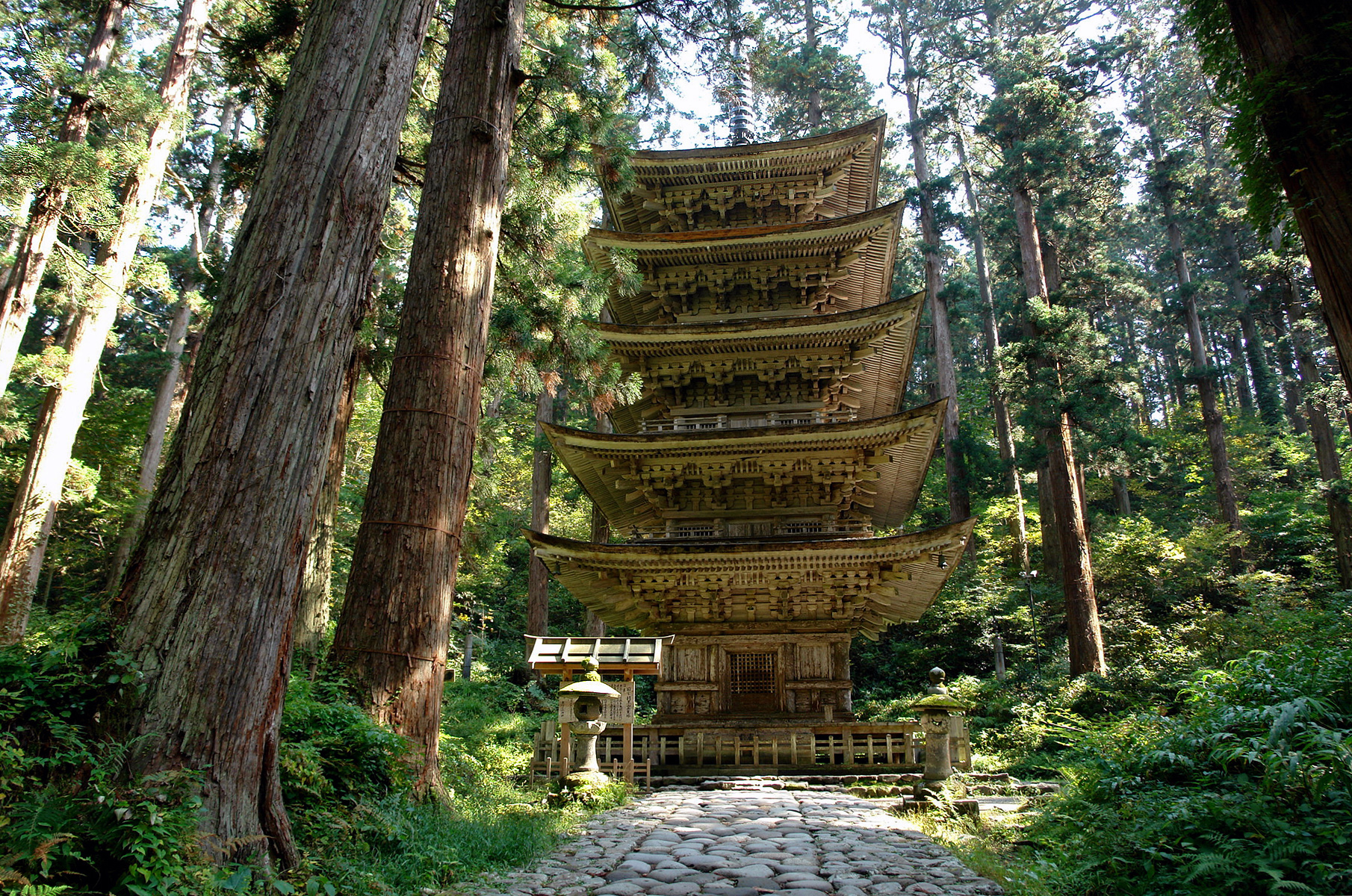
Pagoda na górze Haguro
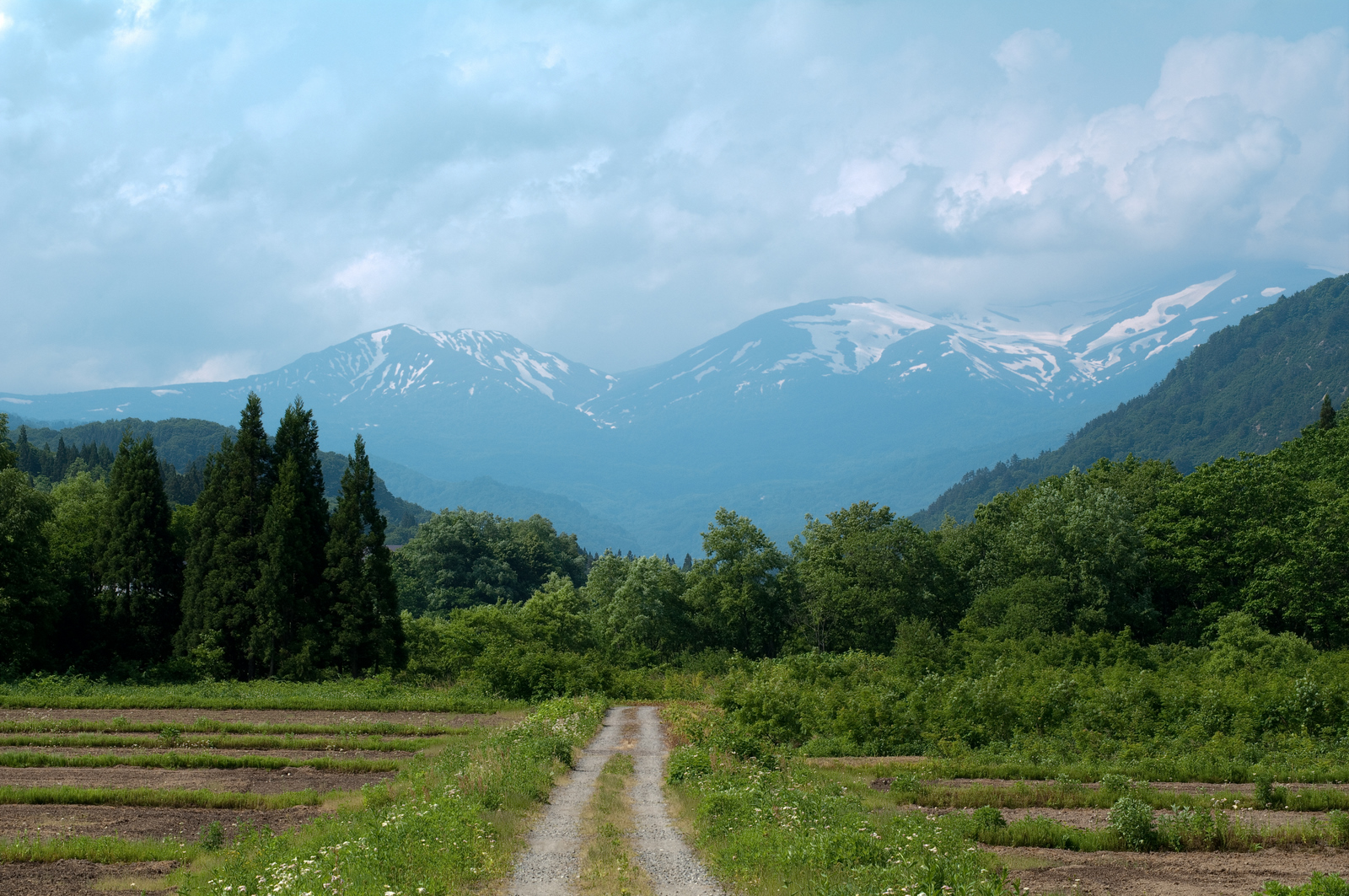
Od lewej Yudono, Uba-ga-take, Gas-san
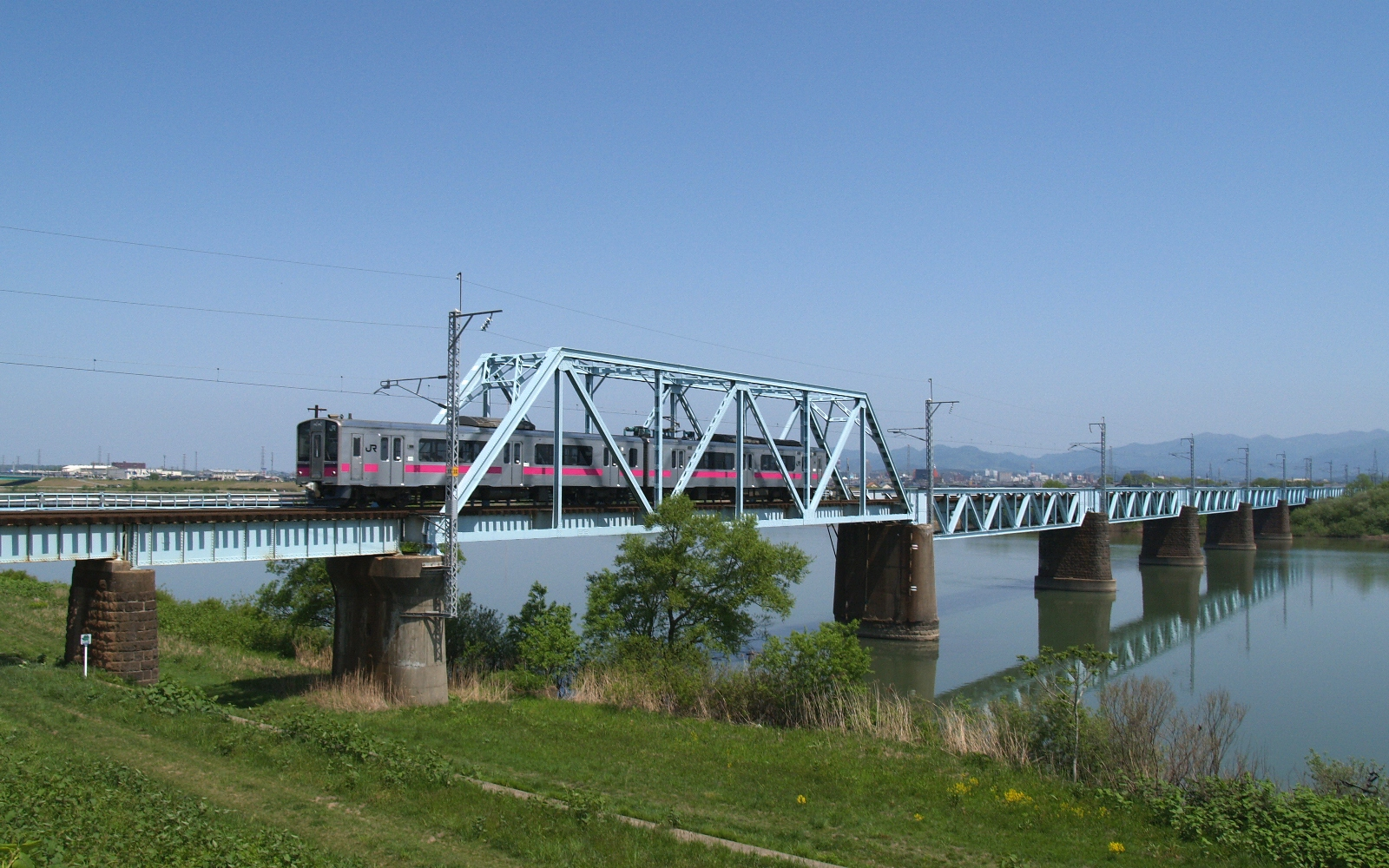
Most na rzece Omono